# GNOME Boxes
GNOME Boxes è un'applicazione dell'ambiente GNOME, utilizzata per accedere a macchine virtuali. Boxes utilizza le tecnologie di virtualizzazione QEMU, KVM e libvirt.
GNOME Boxes richiede che la CPU del computer supporti le estensioni di virtualizzazione hardware del processore e che queste siano state abilitate nel BIOS del sistema (AMD-V o Intel VT-x, ad esempio).

## Storia e funzionalità
GNOME Boxes è stato introdotto come software beta in GNOME 3.3 (ramo di sviluppo per 3.4) a partire da dicembre 2011, e come versione preview in GNOME 3.4. Le sue funzioni principali erano quelle di gestore di macchine virtuali, client desktop remoto (su VNC) e browser di file system remoto, utilizzando le tecnologie libvirt, libvirt-glib e libosinfo. Questo ha permesso la visualizzazione di sistemi remoti e macchine virtuali su altri computer oltre alle macchine virtuali locali. Boxes permette di creare facilmente macchine virtuali locali partendo da un file di immagine disco standard, come un'immagine ISO, richiedendo il minimo sforzo da parte dell'utente. A partire dalla versione 40, la funzionalità di connessione remota è stata spostata nell'applicazione GNOME Connections.

## Persone
Originariamente, Boxes, è stato sviluppato da Marc-André Lureau, Zeeshan Ali, Alexander Larsson e Christophe Fergeau ed è attualmente mantenuto e sviluppato da Felipe Borges .